# Oparino
Oparino (oroszul: Опарино) városi jellegű település Oroszország Kirovi területén, az Oparinói járás székhelye.	
Lakossága: 4440 fő (a 2010. évi népszámláláskor).

## Fekvése
A Kirovi terület északnyugati részén, Kirov területi székhelytől 185 km-re, a Luza (a Jug mellékfolyója) felső szakaszának közelében fekszik. Vasútállomás a Kirov–Kotlasz vasútvonal Murasi–Luza közötti szakaszán.  

## Története
1899-ben, a Perm–Vjatka–Kotlasz vasútvonal építésekor keletkezett. A vasút az Urál vidékét kötötte össze az Északi-Dvinán létesített folyami kikötővel. A vasútállomás körül kialakult Oparino település 1924-ben lett járási székhely. A járással együtt 1941 elején csatolták a Kirovi területhez. A járást 1959-ben megszüntették, majd 1966 végén újra létrehozták, azóta Oparino járási székhely.